# Acémannane
L'acémannane est un isomère D de glycosaminoglycane, ou mucopolysaccharide, présent dans l’Aloe vera, aux propriétés médicinales duquel il contribue sensiblement — notamment comme immunostimulant, voire, dans certaines conditions, comme anticancéreux ou encore favorisant la cicatrisation. Sa structure n'est pas homogène et consiste en un copolymère de monomères, généralement acétylés, de mannose, de glucose et de galactose avec une composition approximative de 31 unités β-(1,4)-mannose pour une unité β-(1,4)-glucose et une unité α-(1,6)-galactose,.
On a pu établir que l'acémannane incite, en complément de l'interféron γ IFNγ, les macrophages à sécréter du monoxyde d'azote NO, le facteur de nécrose tumorale TNF-α et l'interleukine 6 IL-6 ; il pourrait ainsi contribuer à lutter contre les infections virales. Ces trois cytokines sont connues pour induire des inflammations, et l'interféron est libéré en réponse aux viroses. Des études in vitro ont montré que l'acémannane inhibe la réplication du VIH, ce que les études in vivo n'ont cependant pas confirmé.

L'acémannane est utilisé pour le traitement du fibrosarcome chez le chien et le chat. L'administration d'acémannane favorise la nécrose des tumeurs et la survie des animaux.